# 臺灣裔日本人
|                                     | 都道府縣別 | 人數   | 構成比 |
| ----------------------------------- | ---------- | ------ | ------ |
| 1                                   | 東京       | 15,124 | 34.3%  |
| 2                                   | 神奈川     | 4,387  | 10.0%  |
| 3                                   | 大阪       | 3,747  | 8.5%   |
| 4                                   | 千葉       | 3,261  | 7.4%   |
| 5                                   | 埼玉       | 2,910  | 6.6%   |
| 6                                   | 兵庫       | 2,201  | 5.0%   |
| 7                                   | 愛知       | 1,953  | 4.4%   |
| 8                                   | 茨城       | 1,367  | 3.1%   |
| 9                                   | 栃木       | 1,106  | 2.5%   |
| 10                                  | 京都       | 843    | 1.9%   |
|                                     | 其他       | 7,173  | 16.3%  |
|                                     | 總計       | 44,072 | 100.0% |
| - 資料來源：法務省 登録外国人統計。 |            |        |        |

臺灣裔日本人是指祖先、父母或自身來自臺灣，並且入籍成為日本籍公民、永久公民或住民等的人士。

## 歷史
1895年4月17日，日本政府与清朝政府缔结《马关条约》。根据日本方面提案，条约第五条规定承认并赋予臺灣居民（台湾人）国籍选择权。当代研究者指出，这是台湾历史中首次出现的近代國籍概念:403。1897年住民去就決定日后，台湾人自动成为日本国民。在日治臺灣時期，臺灣和日本內地交流頻繁，有些臺灣人移居內地。
1945年8月，日本无条件投降，并丧失所有殖民地主权。与其它外地（朝鲜半岛、关东州、桦太厅等地）居民类似，台湾人失去日本国籍。10月，中華民國接手统治臺灣与澎湖群島，國民政府称臺灣光復。1946年1月，中华民国政府以《台湾同胞国籍恢复令》规定，自1945年10月25日起，變更台湾人的國籍為中華民國國籍。而在1945年后，仍留居日本本土的原日籍台湾人和朝鲜人，则被逐渐剥夺公民待遇。1947年5月，日本政府颁布《外国人登录法》，第11条规定，台湾人和朝鲜人是外国人。
《舊金山和約》生效的1952年4月28日，根据日本政府相关文件，台湾人和朝鲜人被彻底剥夺日本国籍。而由于1950年的《日本国籍法》采取父系血统主义，日本出生的在日台湾人子女，除非父亲（1985年后有修改）具有日本国籍，否则出生时仅具有永久居留权。在戰後臺灣白色恐怖時期，有些台獨人士為了躲避政府迫害而移居日本。

## 正名與統計
自2012年7月9日起，日本政府廢除向來的外國人登錄證，實施對旅居日本外籍人士的管理新制，旅日臺灣人的居留卡國籍欄改為「國籍・地域」後才能正名記載為「臺灣」，而非「中國」。日本「李登輝之友會」事務局長柚原正敬表示，這是長年以來日本友臺人士與臺僑不斷為「臺灣正名」運動打拚，而引起日本國會議員重視並修法的結果，日本政府把「臺灣是臺灣，中國是中國」弄清楚，對在日臺灣人的權益非常重要。他說，2003年臺灣在護照上加註「TAIWAN」字眼，是日本將臺灣人的國籍正名為「臺灣」的最大原動力。
2013年3月中，日本法務省公布至2012年12月底為止，在日臺灣人共有2萬2779人，佔外國在日本總人數的1.1％，這是日本官方首次將臺灣人與中國人分別統計、獨立與各國人士並列。

## 各界人物
注：加有中華民國國旗者表示仍保有中華民國國籍。由于中華民國政府曾統治過中國大陸的緣故，在日本的中華民國國民可能出生或祖籍為中國大陸，與台灣並無直接關係。如吳清源、王貞治等。
- 黃鳳姿：作家，日治末《民俗台灣》期刊編輯池田敏雄之妻
- 王立誠：圍棋棋士
- 王銘琬：圍棋棋士
- 王震緒（東山彰良）：作家
- 安藤百福（吳百福）：速食麵製作改良者
- 吳昌征：棒球運動員
- 林海峰：圍棋棋士
- 邱永漢：作家、企業家、曾參與台灣獨立運動
- 金美齡：政治評論家、台灣獨立運動推行者
- 伊藤潔：學者
- 郭茂林：建築師
- 翁倩玉：歌手
- 張栩：圍棋棋士
- 謝依旻：圍棋棋士
- 莊勝雄：棒球運動員
- 郭源治：棒球運動員
- 郭明優：名古屋台灣拉麵發明人，台灣料理「味仙」創業者
- 羅邦強：大阪知名飲食連鎖店551蓬萊（日语：蓬萊 (飲食店)）創業者
- 陳舜臣：作家[13]
- 辜寬敏：企業家
- 辜朝明：日本野村證券綜合研究所首席研究員
- 黃文雄：作家
- 連根藤：「台生報」發行人
- 許世楷：前任駐日代表、臺灣獨立運動推行者。
- 王理惠：日本媒體工作者、電台主持人，王貞治之次女。
- 垠凌：旅日藝人
- 馬嘉伶：AKB48成員。
- 王奕翔：男團&TEAM成員。
- 王君豪：男團BUGVEL成員
- 林士平：漫畫編輯
- 施鈺萱：演員、YouTuber、日本偶像成員スルースキルズ

### 台日混血
- 一青妙：作家、牙医、舞台剧演员（父臺灣人，基隆顏家宗主顏惠民）
- 一青窈：歌手（父臺灣人，同上）
- 余貴美子：女演員（父台灣人）
- 清水祐美：女演員、模特兒、歌手（父為台日混血）
- 余貴美子：女演員（父臺灣人）
- 蓮舫：前日本民進黨黨代表（父臺灣人）
- 嶋野蘭：女藝人（母臺灣人）
- 川島茉樹代：藝人（母臺灣人，中華民國國籍）
- 蔣里美：聲優
- 渡邊直美：搞笑藝人
- 王理惠：日本媒體工作者、電台主持人，王貞治之次女。
- 金城武 （男演员）
- 觀月雛乃 （AV女優）
- 中間淳太 （男演员）
- 安齋由香里 （聲優）
- 潘惠子 （聲優）
- 潘惠美 （聲優）
- 田倉謙：街頭藝人
- 郭侑紀 （女演员）
- 中村由利佳 （女演員）
- 五十嵐裕美（聲優）

## 註解
1. ↑  . 法務省 統計局. 2017  [2019-12-29]. （原始内容存档于2020-07-16）.
2. ↑  .   [2018-11-05]. （原始内容存档于2018-07-04）.
3. ↑  . 法務省. 2010年7月7日  [2011-09-04]. （原始内容存档于2011年5月23日）.
4. 1 2  阿部由理香. . 日据时期台湾殖民地史学术研讨会论文集 (北京市: 中国社会科学院近代史研究所). 2009, (2009年): 403–409. （原始内容存档于2020-02-11） （繁体中文）.
5. ↑  严海玉. . 东北亚论坛 (吉林省长春市: 吉林大学). 2010, (2010年第3期): 117–123. ISSN 1003-7411. （原始内容存档于2020-02-11） （简体中文）.
6. ↑  等了40年 旅日台僑終獲正名為「台灣人」 （页面存档备份，存于）, 中央廣播電臺 Radio Taiwan International, 2012/7/9
7. ↑  等了40年 旅日台僑國籍改回台灣 （页面存档备份，存于）, 自由時報, 2012/7/10
8. ↑  旅日台僑 國籍正名台灣／40年遲來正義 還在日台灣人一個公道 （页面存档备份，存于）, 自由時報, 2012/7/10
9. ↑  日新外國人居留證制度　台灣人國籍不再填中國 （页面存档备份，存于）, 中國評論新聞網
10. ↑  在留外国人統計 （页面存档备份，存于），法務省
11. ↑  日官方統計外國人數 首次將台灣獨立列算 （页面存档备份，存于）, 自由時報, 2013/3/19
12. ↑  日統計外國人數　首次將台灣中國分開算 （页面存档备份，存于）, 蘋果日報, 日統計外國人數　首次將台灣中國分開算, 2013年03月19日
13. ↑  蕭雄淋, 諸葛孔明一書的出版爭議 （页面存档备份，存于）, 自立晚報, 1992年4月20日十八版（蕭雄淋律師著《著作權法漫談（二）》）「陳舜臣於太平洋戰爭結束後被劃歸中華民國國民，並持中華民國護照往來臺灣與日本。他因寫作歷史需入出中華人民共和國找資料，而引起中華民國駐日本大使館的注意，在他赴其他國家開會時於簽證上予以刁難，陳舜臣一氣之下改持中華人民共和國護照。1989年6月4日發生中共軍隊屠殺學生的六四天安門事件，陳舜臣對中共完全絕望，而在記者會上揮淚聲明放棄中華人民共和國國籍，改入日本籍。但陳舜臣從未向中華民國政府申請喪失國籍，並仍保有在臺灣臺北市大同區之戶籍（陳舜臣在臺灣的親人曾出具1991年12月由大同區戶政事務所核發之陳舜臣的戶籍謄本），因而仍保有中華民國國籍，從而得享《著作權法》對國民著作之保護，其著作具以向內政部申請註冊擁有「臺內著字號」著作權執照。」

## 外部連結
- 黃富三，戰後初期在日臺灣人的政治活動 ―林獻堂與廖文毅之比較―（页面存档备份，存于）, 日本交流協會, 2004
- 台北駐日經濟文化代表處（页面存档备份，存于）
- 琉球華僑總會